# Eduardo Cansino
Eduardo Cansino Reina (Paradas; 2 de marzo de 1895 - Pompano Beach; 24 de diciembre de 1968) fue un bailarín y actor español. Fue hermano de la bailarina Elisa Cansino, y padre de tres hijos a los que enseñó su profesión, dos de los cuales se hicieron también actores, siendo la mayor la famosa actriz del Hollywood clásico Rita Hayworth. Además, fue tío bisabuelo del futbolista Gonzalo García.

## Biografía
Cansino nació en Paradas (Sevilla), España. En 1917 se casó en Nueva York con Volga Margaret Hayworth (1897 - 1945), su compañera en los Ziegfeld Follies. Tuvieron tres hijos:
- Margarita Carmen Cansino, conocida como Rita Hayworth (1918- 1987)
- Eduardo Cansino Jr. (1919 - 1974)
- Vernon Cansino (1922-1974)

La primera se convirtió en la bailarina y famosa actriz de Hollywood de nombre artístico Rita Hayworth, tomando como apellido profesional el de soltera de su madre.
Eduardo Cansino murió en Pompano Beach, Florida, en 1968.

## Filmografía
- Sombrero (1953)
- Salomé (1953)
- Los amores de Carmen (1948)
- Dancing Pirate (1936)
- Golden Dawn (1930)
- Anna Case in La Fiesta (1926)